# Drawidozaur
Drawidozaur (Dravidosaurus) – wymarły rodzaj diapsyda, uważany dawniej za dinozaura z infrarzędu stegozaurów. Później został uznany za szczątki plezjozaura z zębami należącymi do małego ornitopoda. Jednak najnowsze wydania "The Dinosauria" neguje tą diagnozę. Jego nazwa, oznaczająca "drawidyjski jaszczur", pochodzi od Drawidów – ludu zamieszkującego stan Tamil Nadu w południowych Indiach, w którym został znaleziony.

## Wymiary
Drawidozaur osiągał około 3 m długości.

## Występowanie
Żył w późnej kredzie, około 85 mln lat temu na terenie dzisiejszych Indii.